# Болдвін Спенсер
Вінстон Болдвін Спенсер (англ. Winston Baldwin Spencer; нар. 8 жовтня 1948) — третій прем'єр-міністр Антигуа і Барбуди з 24 березня 2004 року, лідер Об'єднаної прогресивної партії з 1992 року.
Після перемоги партії на парламентських виборах у 2004 році замінив на посту прем'єр-міністра Лестера Берда, з 6 січня 2005 року також є міністром закордонних справ країни.

## Ранні роки
Болдвін Спенсер народився у комуні Грейс-Грін. Він навчався у початковій школі Грінбей та у школі принцеси Маргарет. Здобував вищу освіту у Великій Британії, Норвегії та Канаді. Він отримав диплом соціального лідерства в університеті святого Франциска Ксаверія у Канаді й диплом економіста промислових систем у Раскін-коледжі в Норвегії (Університет Осло).

## Лідер опозиції
Болдвін Спенсер почав трудову діяльність робітником. За чверть століття він став лідером об'єднаної профспілки робітників Антигуа і Барбуди. Обраний до парламенту 1989 року.
У 1992 році він вийшов на провідну позицію в Об'єднаній прогресивній партії. Також він став лідером Об'єднаної національної демократичної партії та брав участь у Ліберальному русі Антигуа і Барбуди, що призвело до злиття цих партій. У новій партії Спенсер доволі швидко став лідером, а також лідером опозиції у парламенті.
Як лідер опозиції Спенсер організував демократичний рух за реформи у виборчій системі після значної критики виборів 1999 року. Він створив незалежну виборчу комісію Антигуа і Барбуда. Також він намагався організувати незалежні ЗМІ, такі як телекомпанія і телеканал ABS. Робив звернення до уряду Лестера Берда щодо судових суперечок, подавав до уряду клопотання громадян стосовно розширення місцевих авіаліній.

## На посту прем'єр-міністра
У 2004 році Болдвін Спенсер як лідер Об'єднаної прогресивної партії здобув перемогу на виборах. Його опонентом був Лестер Берд, лідер Антигуанської робітничої партії, що керувала країною упродовж 28 років.
На посту глави уряду Спенсер запровадив нову шкільну програму мінімальної освіти 11 класів.
На міжнародній арені Спенсер відомий як дипломат, який увів країну до Групи 77 у 2008 році. Спенсер отримав вищий державний орден від уряду Кот д'Івуару. Він працював в ООН. Взяв участь у Millennium Development Goals Achievement. Спенсер також отримав нагороду за внесок до міжнародного розвитку.
На виборах 2009 року Спенсера підтримали 9 членів парламенту з 17. Спочатку Спенсер програвав кандидату від робітничої партії Гейлу Кристіану, але під час підрахунку отримав 2 259 голосів проти 1 753 у Кристіана.

## Особисте життя
Болдвін Спесер одружений і має двох дітей. Він є головою першої у Північному Гемпширі церкви Адвентистів сьомого дня.